# Tom Clancy's Splinter Cell: Conviction
Tom Clancy's Splinter Cell: Conviction (estilizado como Splinter Cell: ConViction) é um jogo eletrônico de ação e aventura desenvolvido pela Ubisoft Montreal e publicado pela Microsoft Game Studios exclusivamente para Xbox 360 e Windows no dia 13 de Abril de 2010. O jogo chegou ao Xbox One em 2018, e ao Xbox Series X|S em 2020.
O projeto foi originalmente agendado para ser lançado em 16 de novembro de 2007, mas devido a um vazamento de informações da Ubisoft naquele ano, sofreu vários atrasos, principalmente após a recepção do público com a Demo que foi exposta. Durante a E3 2009 realizada pela Microsoft Xbox, foi confirmado que o jogo seria lançado em 2010, na qual sofreu um 'Soft-Reboot' a pedido da Microsoft Game Studios.
Splinter Cell Conviction promete trazer uma série de novas funcionalidades para a série; uma delas é o "Marcar e Executar", que permitirá ao jogador ou um adversário pegar qualquer objeto e incendiá-lo automaticamente, provavelmente para distração. 
O recurso prioriza as metas, por exemplo, se o jogador entrar numa sala com dois inimigos, uma luz e suporte à luz, ele terá como primeiro alvo a luz e depois os inimigos. Há também a "Última Localização Conhecida", que ocorre quando Sam for visto mas sair da vista inimiga. Isto produz uma silhueta esboçando a última localização em que o inimigo o viu, o que lhe permite alterar suas ações para continuar oculto. 
Outras características incluem a capacidade de disparar, enquanto estiver pendurado, e interrogar os inimigos usando o ambiente (como bater a cabeça de alguém em um espelho, parede ou veículo). O jogo também faz uso dos recursos visuais; quando o jogador está encoberto nas sombras a imagem perde a cor para indicar isso, enquanto os inimigos continuam em cores para que o jogador possa vê-los claramente. Os objetivos estão destacados nas paredes, geralmente com a localização a ser seguida, mas as cutscenes (cenas não-interativas) ainda estão presentes para manter os jogadores imersos na história. O personagem não terá muitos dos equipamentos que possuía nos jogos anteriores, tendo que ser mais criativo com o que tiver à disposição. Por exemplo, em vez de usar o clássico cabo óptico para olhar por baixo das portas, o jogador terá que usar um pedaço de espelho quebrado de seu carro.
Em 2018, a versão de Xbox 360 se tornou retrocompativel com o Xbox One, com aumento na resolução e mais estabilidade nas taxas de frames. Essa versão chegou ao Xbox Series X|S no lançamento dos consoles em 2020, ganhando melhorias na taxa de quadros, nas telas de carregamento, em texturas e nos gráficos, graças ao recurso Auto-HDR.

## História
Sam Fisher não está mais na folha de pagamento da Third Echelon. Sam está investigando a morte de sua filha, Sarah Fisher, morta em um acidente de carro anos atrás, sozinho. Logo descobre-se que não foi um simples acidente, assim, Sam segue na caça do assassino. Sua busca o leva a descobertas sobre ligações à Third Echelon, que foi vítima de escândalos sobre corrupção.

## Missões da campanha
Há 11 missões onde o jogador pode selecionar a que deseja jogar a qualquer momento em 3 diferentes dificuldades: Fácil, Normal e Realista.
1. Merchant's Street Market
2. Kobin's Mansion
3. Price Airfield
4. Diwaniya, Iraq
5. Washington Monument
6. White Box Laboratories
7. Lincoln Memorial
8. Third Echelon HQ
9. Michigan Ave. Reservoir
10. Downtown District
11. The White House

## Desenvolvimento
Imagens promocionais, arte e o logotipo do jogo foram divulgados em setembro de 2006, em um arquivo RAR, que incluiu outros jogos inéditos. As primeiras imagens foram reveladas em um quadro de mensagens com imagens de telas em uma revista, mostrando o protagonista Sam Fisher, agora com cabelo e barba grandes, atirando em meio a uma multidão, num tiroteiro. As imagens também mostraram bastante evolução nos efeitos de iluminação e sombras desde Splinter Cell Double Agent. Em maio de 2007 a Ubisoft lançou o primeiro trailer do jogo. Demonstrou uma cena mais casual, com Sam olhando e interagindo com objetos, como mesas e cadeiras, para surpreender inimigos. Os eventos retratados no trailer passaram-se em Washington, enquanto vários outros monumentos notáveis, como o Korean War Memorial e o Monumento de Washington foram vistos em vários outros vídeos promocionais. O trailer é visível no site oficial de Splinter Cell, e na Xbox Live Marketplace. Em maio de 2008, a revista oficial do Xbox 360 informou que Splinter Cell: Conviction estava "em espera" e que o jogo havia "voltado à prancheta". Embora a Ubisoft nunca tenha confirmado isso, eles anunciaram que o jogo tinha sido adiado para o ano fiscal de 2009 (que termina em março de 2010). As razões para o atraso nunca foram reveladas, mas acredita-se que a jogabilidade era muito semelhante a outro jogo da Ubisoft, Assassin's Creed, que começou a ser comercializado em 2007 e envolveu com uma mistura interativa de protagonista e multidão. Em março de 2009 a Ubisoft contratou Thierry Cimkauskas, um especialista internacional em Krav Magá, uma arte de auto-defesa israelense, para ajudar na construção das cenas de ação. Cimkauskas é Diretor da Federação Internacional de Krav Magá (IKMF), com sede no Canadá. Em setembro de 2008, um artigo do site "Videogaming 247" relatarou que Splinter Cell Conviction passou sob algumas mudanças radicais na jogabilidade e gráficos. Segundo um gerente de desenvolvimento comunitário da Ubisoft "o jogo tem evoluído muito e a direção visual é simplesmente muito melhor". Em maio de 2009 a Ubisoft relançará o site oficial com uma provocação e uma imagem que traduz a sigla "O homem de convicção" (manofconviction), que também apareceram no trailer oficial. Em maio de 2009, o primeiro dos três teaser's eram mostrados na "GameTrailers TV", e mais tarde apareceu no site do jogo. Usando imagens de satélite, o teaser dá a entender que o jogo terá cenários na República de Malta. O segundo teaser foi lançado em maio de 2009, mostrando imagens de satélite de Washington, como visto nas primeiras imagens do jogo. Sam discute como ele sempre quis viver uma vida normal, mas não pôde porque sempre foi chamado de volta para trabalhar com a NSA. O terceiro e último teaser foi lançado em maio de 2009, mostrando imagens de satélite do Centro de Convenções de Los Angeles; o que confirma que o jogo será mostrado na E3 2009, que será realizada em junho. Sam descreve como o seu inquérito é levá-lo para casa. O teaser confirmou que Michael Ironside voltará como ator voz de Sam Fisher. Claudia Besso, voz de Anna Grimsdottir, também pôde ser ouvida no final do vídeo mostrado na E3 2009. Em julho de 2007, foi anunciado que os compositores Kaveh Cohen e Michael Nielsen em associação com a música "House Groove Addicts" irão compor os temas para Splinter Cell: Conviction, o primeiro trabalho da dupla para um videogame. Em outubro de 2007, uma notícia postada no site "SoundtrackNet" mostrava fotografias da gravação da música orquestral do jogo. O jogo está sendo desenvolvido pela Ubisoft Montreal, desenvolvedores originais de Splinter Cell.